# Siegfried Wolfgang Fehmer
Siegfried Wolfgang Fehmer (10. januar 1911 i München, Tyskland – henrettet 16. marts 1948 på Akershus fæstning i Oslo) var tysk SS-Oberführer, politimand og Gestapo-chef i Oslo.

## Liv
Fehmer voksede op i Moskva med tysk-baltiske forældre fra Letland. Faren var arkitekt og familien havde russisk statsborgerskab. Fehmer oplevede den Russiske Revolution på nært hold. Hans familie rejste til Tyskland i 1918 og fik tysk statsborgerskab.
Fehmer blev medlem af NSDAP i januar 1930, mens han studerede jura ved Humboldt-Universität zu Berlin; han måtte i 1934 afbryde studiet af økonomiske årsager. Han blev samme år ansat i det tyske sikkerhedspoliti Gestapo, hvor han fik kommunist-sager i Berlin og i Østpommern 1936-37. 1937-1939 var han chef for kontraspionagen i Koszalin i Polen.
I slutningen af april 1940 blev Fehmer sendt til Norge, hvor han arbejdede for Gestapo til 2. verdenskrigs slutning. Han undlod sjældent at bruge tortur for at tvinge oplysninger ud af nordmænd, som var arresteret mistænkt for modstand. Fra februar 1945 blev han forfremmet til chef for Gestapos Oslo afdeling. Som leder af afdelingen var han ansvarlig for forhør af en række vigtige modstandsmænd. Han blev dømt for 20 tilfælde af tortur.
Da tyskerne kapitulerede den 8. maj 1945, flygtede Fehmer fra Oslo og forsøgte at gemme sig som menig soldat blandt de tyske krigsfanger, men han blev afsløret. Den 24. februar 1948 blev han dømt til døden for krigsforbrydelser af den norske højesteret. I fangeskabet skrev han manuskriptet Meine Tätigkeit bei der geheimen Staatspolizei: Erlebnisse, Erfahrungen, Erkenntnisse.

## Eftermæle
I filmen Max Manus bliver Fehmer spillet af den tyske skuespiller Ken Duken.